# COPPPAL
Die Permanente Konferenz politischer Parteien Lateinamerikas und der Karibik (spanisch Conferencia Permanente de Partidos Políticos de América Latina y el Caribe (COPPPAL)) ist ein internationales Forum politischer Parteien Lateinamerikas und der Karibik. Es sind Parteien verschiedener Ausrichtung – von der extremen Linken bis zur rechten Mitte – organisiert. Über die Wirksamkeit der Vereinigung ist nichts bekannt.

## Mitglieder
| Nation                           | Parteien |
| -------------------------------- | --- |
| Argentinien                      | Partido Intransigente – Partido Justicialista – Partido Socialista – Frente Grande – Unión Cívica Radical – Frente Transversal                                                                                 |
| Aruba                            | Movimiento Electoral di Pueblo |
| Belize                           | People’s United Party |
| Bolivien                         | Movimiento de Izquierda Revolucionaria – Movimiento Nacionalista Revolucionario – Movimiento Bolivia Libre |
| Bonaire                          | Partido Demokrátiko Boneriano |
| Brasilien                        | Partido Democrático Trabalhista – Partido dos Trabalhadores – Partido do Movimento Democrático Brasileiro |
| Chile                            | Partido Radical Socialdemócrata – Partido Socialista de Chile – Partido por la Democracia |
| Costa Rica                       | Partido Liberación Nacional |
| Curaçao                          | Partido MAN – Frente Obrero Liberashon 30 di Mei – Partido Laboral Krusada Popular |
| Dominica                         | Dominica Labour Party |
| Dominikanische Republik          | Partido Revolucionario Dominicano – Partido de la Liberación Dominicana – Partido Revolucionario Social Demócrata – Bloque Institucional Social Demócrata – Fuerza del Pueblo – Partido Revolucionario Moderno |
| Ecuador                          | Izquierda Democrática – Partido Roldosista Ecuatoriano – Partido Socialista-Frente Amplio – Alianza PAÍS |
| El Salvador                      | Frente Farabundo Martí para la Liberación Nacional – Cambio Democrático |
| Guatemala                        | Unidad Nacional de la Esperanza – Libertad Democrática Renovada – Alternativa Nueva Nación – Unidad Revolucionaria Nacional Guatemalteca                                                                       |
| Haiti                            | Parti fusion des sociaux-démocrates haïtiens – Organisation du peuple en lutte |
| Honduras                         | Partido Liberal de Honduras – Partido Libertad y Refundación |
| Jamaika                          | People’s National Party |
| Kanada                           | Parti Québécois |
| Kolumbien                        | Partido Liberal Colombiano – Polo Democrático Alternativo |
| Kuba                             | Partido Comunista de Cuba |
| Mexiko                           | Partido Revolucionario Institucional – Partido del Trabajo – Partido de la Revolución Democrática – Movimiento Ciudadano                                                                                       |
| Panama                           | Partido Revolucionario Democrático |
| Paraguay                         | Frente Guasu – País Solidario |
| Peru                             | Partido Aprista Peruano – Partido Humanista |
| Puerto Rico                      | Partido Independentista Puertorriqueño |
| Saint Lucia                      | Saint Lucia Labour Party |
| Saint Vincent und die Grenadinen | Unity Labour Party |
| Suriname                         | Vooruitstrevende Hervormings Partij |
| Uruguay                          | Frente Amplio – Partido Colorado – Partido Nacional |
| Venezuela                        | Partido Socialista Unido de Venezuela – Acción Democrática – Movimiento al Socialismo – Partido Podemos – Cambiemos                                                                                            |

Quelle: 
Beratend: International Ecological Safety Collaborative Organization